# Morne Plat Pays
Le morne Plat Pays est un volcan de la Dominique. Il s'élève à 940 m d'altitude.

## Géographie
Le morne Plat Pays est situé dans le Sud de l'île, à une vingtaine de kilomètres au sud de la capitale, Roseau, et au sud du parc national de Morne Trois Pitons. Le point d'accès le plus proche est le village de Bellevue-Chopin.
Le morne Plat Pays est une formation volcanique constituée d'une caldeira créée par une énorme éruption explosive, puis par l'effondrement de la falaise volcanique au sud-ouest de l'île il y a environ 39 000 ans. Sur les pentes de cette caldeira apparaissent plusieurs dômes de lave.

## Histoire éruptive
Le morne Patates, un des dômes de lave, a explosé vers 1270 (± 50 ans). Dans cette formation volcanique se trouvent de nombreuses fumerolles, témoignant de signes d'activité volcanique.